# Joseph (opéra)
Pour les articles homonymes, voir Joseph.
Versions successives
- 21 janvier 1862, Théâtre-Lyrique (révision)
- 5 juin 1882, Opéra-Comique (révision)
- 26 mai 1899, Opéra-Comique (ajout de récitatifs)

Personnages
- Jacob, pasteur d'Hébron (basse)
- Joseph, fils de Jacob (haute-contre)
- Benjamin, fils de Jacob (soprano)
- Siméon, fils de Jacob (ténor)
- Nephtali, fils de Jacob (haute-contre)
- Ruben, fils de Jacob (ténor)
- Utobal, confident de Joseph (basse)
- Un officier (ténor)
- les sept autres fils de Jacob (ténors et barytons)

Joseph - parfois appelé Joseph en Égypte ou Joseph et ses frères - est un opéra biblique (« drame en prose mêlé de chants ») en trois actes d'Étienne-Nicolas Méhul, sur un livret de Alexandre-Vincent Pineux-Duval adapté de la tragédie biblique de Baour-Lormian, Omasis ou Joseph en Égypte (1806), elle-même inspirée d'un épisode de la Genèse (chap. 37 à 47). 
L'œuvre a été créée le 17 février 1807 au théâtre Feydeau (Paris).

## Distribution de la création
| Rôles                                                                             | Tessitures              | Créateurs (Théâtre Feydeau, 17 février 1807) |
| --------------------------------------------------------------------------------- | ----------------------- | -------------------------------------------- |
| Jacob, pasteur d'Hébron                                                           | Basse                   | Jean-Pierre Solié                            |
| Joseph, fils de Jacob, devenu premier ministre de Pharaon sous le nom de Cléophas | Haute-contre            | Jean Elleviou                                |
| Benjamin, fils de Jacob                                                           | Soprano (rôle travesti) | Alexandrine Gavaudan-Ducamel                 |
| Siméon, fils de Jacob                                                             | Ténor                   | Jean-Baptiste-Sauveur Gavaudan               |
| Nephtali, fils de Jacob                                                           | Haute-contre            | Paul                                         |
| Ruben, fils de Jacob                                                              | Ténor                   | Pierre Gaveaux                               |
| Utobal, confident de Joseph                                                       | Basse                   | Darancourt                                   |
| Un officier                                                                       | Ténor                   | Allaire                                      |
| Une jeune fille                                                                   | Soprano                 | Aglaë Gavaudan                               |
| La conteuse                                                                       |                         |                                              |
| Lévi, Juda, Dan, Gad, Aser, Issachar et Zabulon, fils de Jacob                    | ténors et barytons      | ténors et barytons                           |

## Argument
L'action se situe à Memphis vers le XVIIe ou le XVIIIe siècle av. J.-C.

## Sources
- Joël-Marie Fauquet, Joseph  in Dictionnaire de la musique en France au XIXe siècle, Fayard, Paris, 2003  (ISBN 978-2-213-59316-6)
- Gustav Kobbé (dir.), Joseph en Égypte in Tout l'opéra, de Monteverdi à nos jours, coll. « Bouquins », Robert Laffont, 1999, pp. 463-464  (ISBN 2-221-07131-X)
- Alexandre Dratwicki & Etienne Jardin, Le Fer et les Fleurs : Etienne-Nicolas Méhul (1763-1817), Paris, Actes Sud & Palazzetto Bru Zane, 2017, 708 p.